# Піхотна дивізія
Піхо́тна диві́зія (пд) — основне загальновійськове тактичне з'єднання сухопутних військ у складі Збройних сил деяких країн, яка призначена для ведення бойових дій на сухопутному ТВД у складі корпусу (армії), а у ряді випадків і самостійно.

## Історія створення
Піхотні дивізії з'явилися на початку 18 століття в Російській імперії, потім у Франції, а пізніше і в інших країнах. У російській армії при Петрі I піхотна дивізія зазвичай складалася з 2—3 бригад піхоти (по 2—3 полки в кожній).
У Франції при Наполеоні I в неї входили 2—3 бригади (по 2 піхотних полки в кожній). У 19 столітті до організаційно-штатної структури пд вносилися деякі зміни.
На початок 1-ї світової війни піхотні дивізії в Збройних силах основних держав за своєю організацією істотної різниці не мали. Вони зазвичай складалися з 2 піхотних бригад (по 2 полки в кожній), 1 — 3 ескадронів кавалерії і 1 артилерійської бригади (полку). Всього пд налічувала 15—16 (у російській армії 21) тис. чол., 36—72 гармат і 24—32 кулемети. У ході війни бригадна ланка в пд була скасована, водночас збільшена кількість кулеметів, гармат, мінометів, бомбометів і іншого озброєння, внаслідок чого її вогнева потужність істотно зросла. З включенням до складу пд частин і підрозділів різних родів військ і спеціальних військ вона повною мірою стала загальновійськовим з'єднанням. У Сов. Армії пд існували нетривалий час в 1918. Відповідно до наказу РВС Республіки від 11 жовтня 1918 вони стали іменуватися стрілецькими.
Під час 2-ї світової війни пд були в арміях більшості держав. Їх організація і склад були неоднакові в різних арміях. Наприклад, англійська пд в 1939 складалася з штабу, 3 піхотних бригад, механізованого полку, 3 полків польової і полку протитанкової артилерії, 3 протитанкових рот і підрозділів забезпечення і обслуговування. У ній було 14,5 тис. чол., 28 легких танків, 147 гармат, 126 мінометів, 644 легких і 56 важких кулеметів, 361 протитанкова рушниця, 140 бронетранспортерів, 156 тягачів, 810 вантажних автомобілів. Піхотна дивізія німецької армії по штатах 1941 складалася з 3 піхотних і 1 артилерійського полків, підрозділів забезпечення і обслуговування; у ній налічувалося близько 17 тис. чол., 299 гармат і мінометів, 516 кулеметів, 615 вантажних автомобілів.
На початок 70-х рр. назви піхотних дивізій збереглися в Збройних силах США, ФРН, Туреччині, Греції та інших країн. Їх організація і технічне оснащення різні.
Наприклад, пд армії США організаційно складалася з 2 основних елементів: дивізійної основи і різної кількості бойових батальйонів. Дивізійна основа включала штаб і штабну роту дивізії, 3 штаби бригад з штабними ротами, розвідувальний аеромобільний батальйон, дивізійну артилерію, батальйон зв'язку, саперний батальйон, зенітний дивізіон, батальйон армійської авіації, командування тилу та роту воєнної поліції. Основними бойовими частинами дивізії були батальйони (зазвичай 8 піхотних, 1 мотопіхотний і 1 танковий)
У пд налічувалося ок. 16,5 тис. чол., 54 середніх і 9 легких танків, 54 105-мм, 18 155-мм і 4 203,2-мм гаубиці, 9 115-мм 45-ствольних пускових установок, 124 міномети, а також велика кількість ПТКР, зенітних засобів, 155 вертольотів, 133 бронетранспортери і близько 2,5 тис. автомобілів.
У Бундесвері ФРН пд мають постійну організацію і складаються зі штабу, 3 бригад та інших частин і підрозділів.

## Галерея
Емблеми піхотних дивізій деяких країн світу

28-ма піхотна дивізія (США)
36-та піхотна дивізія (США)
1-ша піхотна дивізія (Третій Рейх)
21-ша піхотна дивізія (Третій Рейх)
2-га піхотна дивізія (Канада)
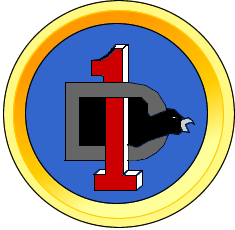
1-ша піхотна дивізія армії Колумбії
1-ша піхотна дивізія Імперської армії Японії
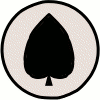
12-та Східна піхотна дивізія армії Великої Британії